# 鳥居清忠 (3代目)
三代目 鳥居清忠（さんだいめ とりい きよただ、文化14年〈1817年〉 - 明治8年〈1875年〉6月15日）は、江戸時代後期から明治時代初期にかけての浮世絵師。

## 来歴
二代目鳥居清満の門人。二代目鳥居清忠の子で父清忠からも絵を学ぶ。本姓は山口（長谷川とも）、幼名は亀次、俗称喜右衛門。三礼堂、昇竜軒と号す。三礼堂というのは江戸住吉町にて薬種商を営み、三齢湯という薬を売り出していたことによる。作画期は天保から明治のころにかけてで、鳥居派の芝居絵を描き、また勘亭流も良くしたという。作に肉筆画「文書く遊女図」（絹本着色、日本浮世絵博物館所蔵）が知られるが、これは父の二代目清忠の作かともいわれている。享年59。墓所は東京都台東区谷中の玉林寺、法名は山応奇水信士。